# Донатизм

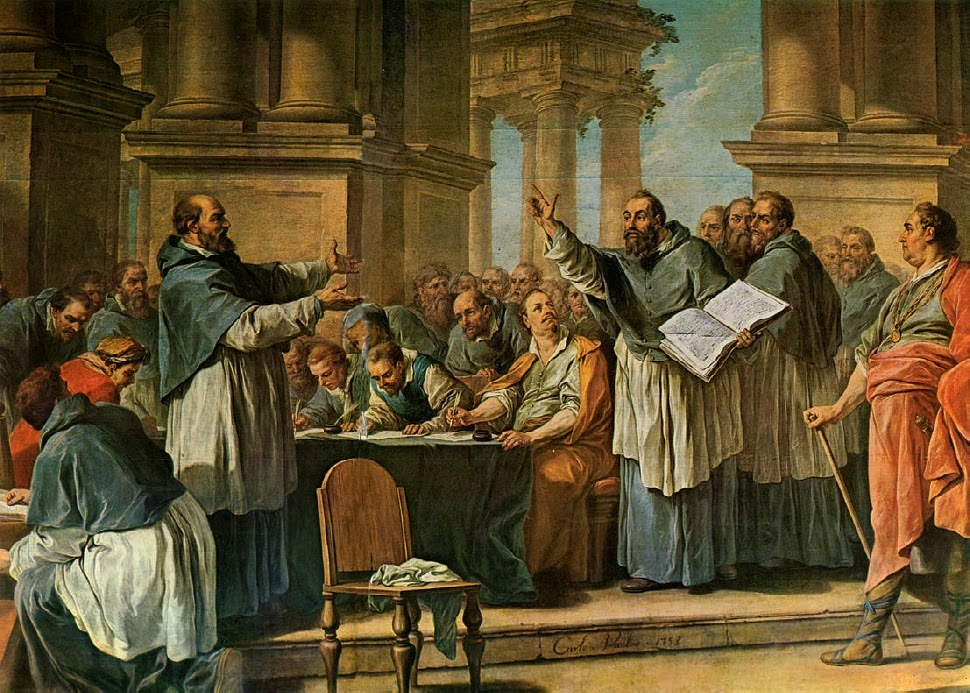
Августин и донатисты.

Донати́зм (лат. Donatismus, греч. Δονατισμός) — церковный раскол в Карфагенской церкви, начавшийся в первом десятилетии IV века и сохранившийся до мусульманского завоевания. Причиной раскола стала реакция части христиан на поведение тех клириков, которые в силу разных причин во время диоклетиановских гонений пошли на сотрудничество с властями Римской империи. Главным действующим лицом на начальном этапе был епископ Нумидийский Донат.
У донатистов сложилась собственная экклезиология: они учили, что главным признаком истинной церкви является святость, и что действительны только те таинства, которые совершаются праведным епископом (епископом, находящимся в Церкви).

## Предпосылки раскола
Ещё в III веке Тертуллиан и Киприан задавались вопросом о зависимости действенности таинств от принадлежности человека к Церкви. Они высказывали мысль, что таинства, в том числе и такие важнейшие как крещение и посвящение в сан, не имеют силу, если священнослужитель находится вне Церкви.
У многих христиан гонения на них порождали стремление к мученичеству. Однако среди них находились такие, даже священнослужители, кто так или иначе повиновались требованиям властей.
В начале IV века преследования христиан достигли максимальной силы. В 303 году тетрархи Диоклетиан и Максимиан, Галерий и Констанций Хлор издали эдикт, отменяющий права христиан и требующий от них соблюдения традиционных римских религиозных практик и началось Великое гонение на христиан. Эдикт требовал от христиан, помимо прочего, отдать имеющиеся у них священные книги для последующего их сожжения. Это требование вызвало особенно сильное негодование христиан, но многие не смогли противостоять. В такой обстановке повиновение требованиям властей стало расцениваться как предательство (лат. traditores) Церкви. Было заявлено, что пресвитеры и епископы, совершившие это отступничество, отныне не вправе совершать таинства. Большая группа христиан, находившихся в тюрьме в Карфагене, отказалась от евхаристического общения с такими священниками.

## Начало раскола
Мученики пользовались особенным почтением — целые толпы христиан посещали заключенных. Епископ карфагенский Менсурий своей властью, при помощи своего архидиакона Цецилиана силой разгонял толпы христиан, собиравшиеся в тюремных дворах. Менсурий и Цецилиан были противниками посещения и почитания мучеников в тюрьме, они ставили пред входом в тюрьму, где были заключены христиане, людей, вооруженных ремнями и плетями. Стражи отнимали у людей, приходивших навестить исповедников, пищу, которую те им приносили, и отдавали собакам. Действия Менсурия вызвали негодование, расценивались как пособничество властям.
После смерти Менсурия в 311 году, на епископскую кафедру города Карфагена небольшой частью епископов был выбран Цецилиан, обвиняемый большинством населения в традиторстве (предательстве). Противники объявили посвящение Цецилиана в сан недействительным, так как его осуществил епископ Феликс Аптунгский, который пошёл на отступничество во время Великого гонения (был объявлен предателем). Бо́льшей частью епископов Карфагена это поставление было не признано, их поддержали епископы Нумидии. Богатая вдова Люцилла с особенным усердием поддержала отделение от Цецилиана. Её поддержал примат Нумидии Секунд, который на поместном Нумидийском соборе поставил епископом Карфагена карфагенского чтеца Майорина, бывшего домашним другом (лат. domesticus) Люциллы. В результате в Карфагене появилось два епископа. Майорин был епископом меньше трёх лет — до своей смерти в 313 году. В октябре 313 года епископом Карфагена вместо Майорина становится Донат Великий, от имени которого христиане Карфагена и Нумидии и получили наименование «донатисты». С этого времени начинается противостояние Доната Цецилиану и его преемникам.
Избравшие вместо Цецилиана другого епископа назвали себя «Церковью мучеников» и провозгласили отлучение от Церкви всех, кто находится в евхаристическом общении с отступниками.
При разделении нашлось принципиальное богословское отличие в учении. Донатисты учили, что главным признаком истинной церкви является святость, проявляющаяся в личном совершенстве её служителей, и что действительны только те таинства, которые совершаются в Церкви. Далее очень важное значение имело их утверждение, что ранее совершенные таинства вне Церкви недействительны. Это утверждение имело практическое следствие — донатисты заново крестили тех христиан, которые переходили к ним от Цецилиана и были крещены клириками Цецилиана. В качестве обоснования этого донатисты приводили правило Карфагенского собора 258 года, согласно которому всех еретиков и раскольников, крещенных вне Церкви, надо крестить.
Для разрешения спора обе противоборствующие стороны обращались к императору Константину I. Тот представил спор на рассмотрение папе Мильтиаду. Папа в октябре 313 года созвал собор в Риме, на который Цецилиану было приказано явиться вместе с десятью епископами, поддерживавшими его, и десятью епископами, не признававшими его. От донатистов выступил Донат из Казы Нигры (лат. Donatus Casae Nigrae) (часть историков считает Доната из Казы Нигры и Доната Великого одним лицом). Папа принял решение в пользу Цецилиана, но Донат отказался подчиниться этому решению и потребовал созвать новый собор. Решениями собора, состоявшегося в Арле в 314 году, Цецилиан вновь был оправдан, а Донат был отлучен от Церкви, а донатизм осужден как ересь — хотя никакой собственной богословской доктрины он в себе не содержал, но оспаривание догмата о независимости святости сана от личной чистоты его носителя имело принципиальное значение (это предвосхищало постановку вопроса в антицерковных ересях позднего Средневековья). Было постановлено не крестить вторично тех, кто уже был крещен во имя Святой Троицы, и лишать священного сана только тех епископов, измена которых Церкви была доказана, сохраняя, однако силу за таинствами, ими совершенными. Требовать покаяния от донатистов, возвращающихся в ортодоксальную церковь, не стали, а за такими епископами сохранили их кафедры.
В ноябре 316 года Константин I утвердил все решения собора в Арле. Донатисты, недовольные решениями соборов, отвергли вмешательство светской власти в дела Церкви и продолжили поступать по-прежнему, чем вызвали преследования со стороны государства — император издал эдикт, предписывающий отобрать у донатистов церкви, а их епископов сослать. В течение нескольких лет Константин I безуспешно пытался подавить схизму, но в 321 году, убедившись в бесполезности преследований донатистов, ослабил гонения и призвал христиан к терпимости по отношению к донатистам.

## Углубление раскола
Донат имел огромный личный авторитет — его называли «очистителем» Африканской церкви, и к 330 году в Северной Африке его поддерживали 172 епископа. Особенно сильные позиции донатисты имели в сельских районах Нумидии и Мавритании. Донат сумел не только сорвать планы властей по его смещению с Карфагенской кафедры, но и созвал в 336 году большой по представительству Собор Карфагенской церкви, на котором присутствовало 270 епископов. Иероним Стридонский пишет о том, что на сторону донатистов перешла «почти вся Африка». У донатистов были контакты и с восточными епископами — их представители в 343 году присутствовали на Сардикийском Соборе. Общины донатистов появились и в Италии, Галлии, Испании. Донатист Клавдиан был провозглашен епископом Рима в противовес кафолическому епископу Дамасию и пробыл в Риме до 378 года.
В 346 году Донат даже обратился к императору Константу с просьбой признать его единственным епископом Карфагена. Император Констант в 348 году издал ряд строгих законов, направленных против донатистов. Но преследование лишь увеличило возмущение императором со стороны донатистов, которых по его приказу всячески преследовали как государственных преступников, лишали имущества и разоряли.
С конца 330-х годов из среды донатистов вышли циркумцеллионы. Это были люди, которые порвали со своей средой и сочли своей обязанностью вести борьбу против всякой неправды и защищать всех обиженных и угнетённых. В своей борьбе они позволяли себе грабить и убивать богатых и высокопоставленных людей, обосновывая, однако, свои дела религиозными воззрениями. Циркумцеллионы охотно поддержали преследуемых властью донатистов. Это резко активизировало деятельность последних, но наложило неизгладимое пятно на всю партию Доната, хотя большинство его сторонников и не принимало участия в уголовных преступлениях. Поддержав донатистов, циркумцеллионы стали нападать также на кафолических клириков и даже на тех, кто просто перешёл в каноническую Церковь. В 346 году циркумцеллионы принимали участие в бунте в Карфагене.
В 358 году император послал к Донату Великому в Африку двух послов — Павла и Макария — с дарами. Донат не принял дары, а лишь спросил: «Какое дело императору до Церкви?» (лат. «Quid est imperatori ad ecclesiam?») После этого Донат осыпал посланных всевозможными ругательствами и приказал оповестить чрез глашатая, чтобы никто не смел принимать милость от императора. Император двинул войска в Карфаген, донатисты были разгромлены, четыре донатиста казнены, некоторые другие сосланы, в том числе сам Донат Великий, который впоследствии умер в ссылке. Храмы донатистов были силой захвачены и переданы кафоликам. В 349 году на Карфагенском соборе официально было объявлено об уничтожении раскола донатистов. Положение дел изменилось при императоре Юлиане в 361 году, который возвратил храмы донатистам; а епископа донатистов Пармениана вернул в Карфаген. Императоры Валентиниан I и Грациан в 373 и 375 годах вновь издали строгие законы против донатистов.

## Апогей движения донатистов
Император Юлиан Отступник ради поощрения распрей в рядах ненавистных ему христиан не только прекратил репрессии против донатистов, но даже покровительствовал им.
Пик активности донатистов пришёлся на 370-е — 380-е годы. В 371 году они участвовали в восстании Фирма. В 388 году фанатичный донатистский епископ Оптат из Фамугади вместе с циркумцеллионами принял участие в восстании Гильдона, продолжавшемся десять лет. Такие факты дискредитировали донатистов в глазах государственной власти, и преемники Юлиана вынуждены были несколько раз возобновлять преследования донатистов.
Чтобы справиться с донатизмом, кафолическая церковь обратилась за помощью к государственной власти — в 405 году собор в Карфагене попросил императора Гонория издать против донатистов уголовные законы. Гонорий издал эдикт о запрете собраний донатистов, изъятии у них всех церквей, но всех раскаявшихся помиловал. В своей политике в отношении донатистов Гонорий, однако, проявлял колебания — в 409 году он издал указ о веротерпимости, но под давлением кафолического клира вскоре отменил его.
Противостояние между донатистами и кафолической Церковью стало первым примером борьбы одних христиан против других с применением гражданских репрессий.

## Спад движения донатистов
После смерти Пармениана в конце IV века в среде самих донатистов появилось множество отдельных соперничающих между собой лидеров. Наибольший вред донатистам нанес раздор между епископом карфагенским Примианом, занимавшим экстремистскую позицию, и его более умеренным диаконом Максимианом. Некоторая часть донатистских епископов выступила против Примиана и попыталась низложить его, заменив Максимианом, другая часть, оказавшаяся в большинстве, не согласилась с этим решением и отлучила Максимиана от церкви, а его сторонников подвергла гонениям и избиениям.
Сторонникам Примиана удалось приостановить действие в Северной Африке законов императора Феодосия I Великого, направленных против еретиков.
В то время как внутренние раздоры подрывали донатистов, в Церкви нашёлся сильный её защитник — Августин. С 395 года он начал отстаивать объективное значение Церкви, независимость действия благодати от святости служителя и спасающую силу Церкви вне зависимости от святости, личной веры и нравственных качеств её членов. Первоначально Августин был против применения к еретикам гражданских законов, но когда циркумцеллионы превратились в серьёзную угрозу для состоятельных слоев общества, он приветствовал политику государства, призванную защитить граждан от насилия со стороны неимущего класса. После колебаний Августин признал правомочность государственного принуждения также и в деле восстановления церковного единства.
В 411 году в Карфагене под контролем императорских представителей был собран специальный собор. В нём участвовали 286 православных и 280 донатистских епископов. Августин одержал полную победу над своими оппонентами, и результатом собора стала победа кафолической церкви над донатистами.
Гонорий утвердил правоту учения церкви и потребовал от донатистов, чтобы они подчинились решению собора, но они отказались исполнить его требование. В 414 году донатисты были лишены гражданских прав, а в 415 году под страхом смертной казни им было запрещено собираться для богослужений.
Взаимоотношения донатистов с церковью, поддерживаемой императорами, в период после 429 года, когда Северная Африка была завоёвана вандалами, остаются неясными. Скорее всего, этот конфликт отошёл на задний план, так как вандалы придерживались арианства. Последняя датированная надпись донатистов найдена в городе Ала Милиария (Мавритания). В ней говорится об освящении храма во имя донатистского мученика между 434 и 439 годами.
Начав слабеть после мер, предпринятых Гонорием, донатизм, благодаря своей мощной организационной структуре, так или иначе держался вплоть до завоевания Африки арабами в VII веке. На рубеже VI—VII веков, в период понтификата Григория I Великого, имел место некоторый подъём донатизма.

## Учение
Требование праведности и незапятнанности клира (в особенности епископата), недопустимости обвинений в каких-либо грехах стало основным для донатистов. Не только еретики, но всякие грешники стоят вне истинной Церкви, равно как и те, кто имеют общение с ними. Ради сохранения учения о святости Церкви донатисты были готовы пожертвовать учением о её вселенскости и универсальности. Поэтому некоторые донатистские богословы высказывались в том смысле, что истинная Церковь осталась лишь в Африке. Экклезиология донаститов основывалась на трудах Тертуллиана и Киприана Карфагенского («вне Церкви нет спасения»). Крещение, совершенное вне истинной, по их мнению, Церкви, донатистами не признавалось действительным, равно как и хиротонии, совершённые традиторами. Донатисты учили о действительности только тех таинств, которые совершены праведным епископом, а, отпав от Церкви, человек полностью утрачивает полученную в крещении благодать. Таинства, совершаемые «падшими» клириками, также не благодатны и не действительны, а те, кто признавал таинства «падших» клириков сами становились вне Церкви. Таким образом, донатисты перекрещивали всех, кто не был крещён сторонниками их течения. В этом донатисты следовали местной африканской традиции. Однако донатисты были непоследовательны в своем учении: в частности, во время схизмы Максимиана те максимианисты, которые переходили на сторону Примиана, не перекрещивались.
Донатисты считали себя наследниками Церкви эпохи гонений. Если вначале донатисты искали признания светских властей, то позднее сформировалась идея о том, что истинная Церковь всегда гонима со стороны государства, что это Божий народ, страдающий от самого начала мироздания (убийство Авеля Каином), что истинная Церковь — это «Церковь мучеников», «праведный остаток», «Церковь святых». Они отвергали союз Церкви с государственной властью. Даже христианские императоры, по их мнению, были предшественниками антихриста. Агиографические памятники показывают, что мученичество для донатистов было важным компонентом идентичности и одновременно инструментом ведения полемики. Донатистам IV — начала V века агиография помогала привыкнуть к мысли о враждебности всего окружающего мира. Хорошо заметно стремление выстроить преемство с мучениками прошлого и оправдать свою изолированность, смешивая оппонентов (кафоликов и империю) воедино и вынося им общий приговор. Так, в дополнение к критике за отступничество на кафоликов возлагалась и вина за организацию кровопролития. Гробницы мучеников-донатистов становились местами массовых паломничеств.
Большую роль у донатистов играли епископы. К Пармениану восходит идея о роли епископа как посредника между Богом и народом (подобно Моисею). Хотя среди них всегда выделялся один как главный, он все равно считался «первым среди равных». Донатисты были настроены против монашества. Донатистские общины сохраняли много обычаев III века. Они продолжали совершать агапы, не признавали ряд общецерковных праздников (в частности, праздник Богоявления), пользовались древними латинскими переводами Священного Писания (т. н. Италой).

## Обвинения в донатизме в последующие века
В течение нескольких столетий в период Высокого Средневековья и Реформации обвинения в донатизме выдвигались против церковно-реформаторских движений, критиковавших церковную безнравственность на богословских основаниях. Ранние реформаторы Джон Уиклиф и Ян Гус обвинялись в донатизме. Уиклиф учил, что моральное разложение священников делает недействительными их должности и таинства, что было, характерно для донатизма. Гус также утверждал, что моральный облик прелата определяет его церковный авторитет, положение, которое его современники сравнивали с донатизмом и осуждали как ересь на Констанцском соборе.
Во время Реформации католические Контрреформаторы, такие как Иоганн Экк, обвиняли реформаторов-арбитров в донатизме (хотя последние частично дистанцировались от теологии Уиклифа, чтобы избежать подобного обвинения). Такие авторитетные реформаторы, как Ульрих Цвингли, называли радикальных реформаторов, таких как анабаптисты, Донатистами; католики изображались в риторике реформации как пелагианцы, представители ещё одной раннехристианской ереси. В православии беспоповцы считали, что из-за того, что русские епископы признали реформы патриарха Никона, они (и другие патриархи) лишились апостольского преемства.
Обвинения в донатизме остаются распространенными в современной внутрихристианской полемике. Консервативных лютеран иногда называют донатистами их либеральные собратья, ссылаясь на их доктрину церковного общения и их позицию, что церкви, которые отрицают, что тело и кровь Иисуса съедаются во время Евхаристии, не совершают действительную Вечерю Господню. В Католической Церкви Священническое братство святого Пия X было обвинено в донатизме.